# Onthophagus ophion
Onthophagus ophion là một loài bọ cánh cứng trong họ Bọ hung (Scarabaeidae).